# 勞埃德·歐文
理查德·馬庫斯·勞埃德·歐文（英語：Richard Marcus Lloyd Owen，1966年4月14日—），是一位英國演員，年輕時曾於皇家戲劇藝術學院學習演戲，並因在《少年印第安那瓊斯年譜》飾演印第安納·瓊斯的父親老亨利·鍾斯和BBC蘇格蘭電視劇《格倫君主》飾演保羅·鮑曼-麥克唐納而知名。2022年，歐文於電視劇《魔戒：力量之戒》中飾演伊蘭迪爾。 

## 外部連結
- 勞埃德·歐文在互联网电影资料库（IMDb）上的資料（英文）
- 勞埃德·歐文個人網頁 （页面存档备份，存于）